# Оуен Дейвіс
Оуен Дейвіс (нар. 1969) — британський історик, який спеціалізується на історії магії, чаклунства, привидів і народної медицини. Є професором історії в Університеті Хартфордшира, був описаний як «найвидатніший британський експерт з історії магії».

## Ранні роки та освіта
Інтерес Дейвіса до історії чаклунства та магії виник із дитячого інтересу до фольклору та міфології, який частково був породжений читанням книг Алана Гарнера. Приблизно з шістнадцяти років він також зацікавився археологією і почав займатися польовими прогулянками та геодезичними роботами. Потім він продовжив вивчати археологію та історію в Кардіффському університеті та протягом наступних шести років провів багато тижнів, допомагаючи розкопувати пам’ятки епохи бронзи та неоліту у Франції та Англії, переважно в районі Ейвбері. Він розвинув сильний інтерес до археології загалом, а також до ритуальних пам’яток і практик епохи неоліту та бронзи.
Після Кардіффа він вирушив навчатися тп писати докторську дисертацію в Ланкастерському університеті. Завершена в 1995 році дисертація Дейвіса розглядала продовження та занепад популярної віри в чаклунство та магію від Закону про чаклунство 1735 року до Закону про шахрайські засоби масової інформації 1951 року (1991–1994).

## Кар'єра
Дейвіс є автором і редактором 15 книг і численних наукових статей.
Він був ключовим співавтором низки масштабних історичних дослідницьких проектів. З 2010 по 2015 рік Дейвіс був співрозслідувачем у проєкті «Використання сили трупа злочинця», який фінансував Wellcome Trust і вивчав «значення та використання трупа злочинця». Дейвіс також був співрозслідувачем у великому проєкті, який фінансував Леверхалм, «Внутрішнє життя: емоції, ідентичність і надприродне, 1300-1900». Дейвіс і його колега з Університету Хартфордшира, д-р Сері Хаулбрук, наразі є співрозслідувачами проєкту «Пляшки, приховані та виявлені», який фінансує Рада з досліджень мистецтва та гуманітарних наук (AHRC) та досліджує пляшки відьом.
Дейвіс працює в Хартфордширському університеті з початку 2000-х років. У 2019 році він ініціював ступінь магістра фольклору в Університеті Хартфордшира, яка наразі є єдиною академічною кваліфікацією такого роду в Англії та Уельсі.
У 2020 році Дейвіса обрали президентом Фольклорного товариства.